# Galyuu
galyuu (【雅-galyuu-流】?, Miyabi-galyū-Ryū) è il secondo album del cantante giapponese miyavi. Pubblicato dalla label indie PS Company, è uscito il 2 dicembre 2003 nel solo Giappone, in una sola edizione ed al prezzo di 3150 ¥. L'album è stato successivamente ristampato con una copertina diversa.

## Tracce
Tutti i brani sono testo e musica di miyavi.

Dopo il titolo è indicata fra parentesi "()" la grafia originale del titolo, eventuali note sono riportate dopo il punto e virgola ";".
1. - (-?) - 0:14
2. Ippiki ōkami ron (一匹狼論?) - 3:22
3. Eccentric otona yamai ~ Kuso gaki ver. (エキセントリック大人病〜くそ餓鬼ver.?) - 0:48
4. Eccentric otona yamai (エキセントリック大人病?) - 3:16
5. Yatoware no mi no Blues (雇われの身のブルース?) - 6:10
6. Coo quack cluck -ku.ku.ru- ~ Oresama ver. (Coo quack cluck-ク・ク・ル-〜おれさまver.?) - 4:16
7. - (-?) - 0:09
8. Jōshō gaidō (常勝街道?) - 4:25
9. Shikenkan Baby (試験管ベイビー?) - 3:14
10. Ossan ossan ore nanbo (おっさんおっさん俺なんぼ?) - 2:57
11. Ashita, tenki ni naare. ~ Doshaburi ver. (あしタ、天気ニなぁレ。〜どしゃ降りver.?) - 0:26
12. Ashita, tenki ni naare. (あしタ、天気ニなぁレ。?) - 3:46
13. Tom to Jerry (トメとジュリー?) - 4:13
14. Requiem (レクイエム?) - 5:32; bonus track

## Curiosità
- La decima traccia, la bonus track Requiem, è la cover di un brano che miyavi aveva precedentemente registrato con la sua precedente band, i Dué le quartz; è quindi la cover di un suo stesso brano, una auto-cover. Tutti i primi album di miyavi presentano auto-cover.
- I titoli dei primi album di miyavi sono composti da due o più kanji: il primo è sempre "雅", cioè appunto "miyavi", ed i secondi sono altri ideogrammi che, in combinazione con il primo, formano una nuova parola od espressione.
- Fra gli album che contengono kanji nel titolo, galyuu è il primo album di miyavi ad essere scritto "kanji-rōmaji-kanji" (雅-galyuu-流): da questo album in poi, il titolo verrà scritto così, al contrario del primo album gagaku che presenta l'ordineme "kanji-romaji" (雅楽-gagaku).
- galyuu è uno dei due album di miyavi ad essere uscito in un'unica versione: dal terzo album in poi, verranno sempre pubblicate due o più versioni dello stesso disco.